# Lauro Chaman
Pour les articles homonymes, voir Chaman.
Lauro Chaman, né le 25 juin 1987 à Araraquara, est un coureur cycliste brésilien. Il pratique le cyclisme sur route et le cyclisme sur piste. 

## Biographie
Lauro Chaman est originaire d'Araraquara, une localité située dans l'État de São Paulo. Il est né avec un pied gauche dévié vers l'arrière. En raison de cette malformation congénitale, il a subi une opération chirurgicale, qui a entraîné la perte de la mobilité de sa cheville. Il souffre par conséquent d'une atrophie du mollet. Malgré ce handicap, il commence à pratiquer le cyclisme durant sa jeunesse. Vers l'âge de treize ans, il dispute ses premières courses en VTT. Il se tourne ensuite vers les compétitions sur route,. 
En juin 2011, il est contrôlé positif à diverses substances interdites. L'UCI le suspend pour une durée de deux ans. Il fait néanmoins son retour à la compétition en 2014. Grâce à une aide financière de l'État, il abandonne son emploi dans un cabinet comptable pour se consacrer pleinement au vélo,. Actif en handisport, il fait partie des meilleurs cyclistes mondiaux dans cette modalité. Son palmarès comprend plusieurs titres et de nombreuses médailles acquises aux championnats du monde, aux championnats panaméricains, aux Jeux panaméricains ou sur ses championnats nationaux (sur route et sur piste). Il a également terminé deuxième de la course en ligne et troisième du contre-la-montre aux Jeux paralympiques de 2016, dans la catégorie C4-C5. 
En dehors de sa carrière paracycliste, Lauro Chaman participe aussi régulièrement à des courses chez les valides. En 2018, 2021 et 2022, il parvient à devenir champion du Brésil du contre-la-montre, face à des cyclistes sans handicap. Il finit par ailleurs quatrième de l'épreuve chronométrée aux championnats panaméricains de 2022, ou encore quatrième du Giro del Sol San Juan en 2023.

## Palmarès en cyclisme

### Cyclisme sur route
- 2017
  - 3e étape de la Volta Cidade de Guarulhos
- 2018
  -  Champion du Brésil du contre-la-montre
- 2019
  - 3e étape du Torneio de Verão
  - 2eb étape des 500 Millas del Norte
- 2021
  -  Champion du Brésil du contre-la-montre
- 2022
  -  Champion du Brésil du contre-la-montre
  - Torneio de Verão  :
    - Classement général
    - 1re et 2e étapes

  - 4eb étape de la Volta de Goiás (contre-la-montre)
  - 4e du championnat panaméricain du contre-la-montre
- 2023
  - 4e étape de la Volta de Goiás
  - 2e du championnat du Brésil du contre-la-montre
  - 3e de la Prova Ciclistica 9 de Julho

#### Classements mondiaux
| Année                                 | 2016  | 2017 | 2018  | 2019  | 2020 | 2021  | 2022 | 2023  | 2024  |
| ------------------------------------- | ----- | ---- | ----- | ----- | ---- | ----- | ---- | ----- | ----- |
| Classement mondial                    | 2818e | nc   | 1195e | 1794e | nc   | 1319e | 776e | 1040e | 3329e |
| UCI America Tour                      | 545e  | nc   | 97e   | 271e  | nc   | 203e  | 72e  | nc    | nc    |
|                                       |       |      |       |       |      |       |      |       |       |
| Légende : nc = non classéSource : UCI |       |      |       |       |      |       |      |       |       |

### Cyclisme sur piste

#### Championnats nationaux
- 2019
  -  Champion du Brésil du scratch
  - 2e du championnat du Brésil de l'omnium
  - 2e du championnat du Brésil de poursuite par équipes
- 2021
  -  Champion du Brésil de l'omnium
- 2023[7]
  -  Champion du Brésil de l'omnium
  - 2e du championnat du Brésil de poursuite par équipes
  - 2e du championnat du Brésil de l'élimination
- 2024
  -  Champion du Brésil de poursuite par équipes (avec Kacio Fonseca, Otávio Gonzeli et Rafael Braga)
- 2025[6]
  -  Champion du Brésil du scratch
  -  Champion du Brésil de l'omnium
  -  Champion du Brésil de l'élimination

## Palmarès en paracyclisme

### Jeux paralympiques
- Rio de Janeiro 2016
  -  Médaille d'argent de la course en ligne C4-C5
  -  Médaillé de bronze du contre-la-montre C5

### Championnats du monde sur route
| - Baie-Comeau 2010 - Médaillé d'argent de la course en ligne C-5 - Médaillé de bronze du contre-la-montre C-5 - Greenville 2014 - Médaillé d'argent de la course en ligne C-5 - Pietermaritzburg 2017 - Médaillé d'or de la course en ligne C-5 - Médaillé de bronze du contre-la-montre C-5 - Maniago 2018 - Médaillé d'argent du contre-la-montre C-5 - Emmen 2019 - Médaillé de bronze du contre-la-montre C-5 | - Cascais 2021 - Médaillé d'or de la course en ligne C-5 - Médaillé de bronze du contre-la-montre C-5 - Baie-Comeau 2022 - Médaillé d'argent de la course en ligne C-5 - Glasgow 2023 - Médaillé d'argent du contre-la-montre C-5 - Zurich 2024 - Médaillé d'argent du contre-la-montre C-5 - Médaillé de bronze de la course en ligne C-5 |  |

### Championnats du monde sur piste
| - Los Angeles 2017 - Médaillé d'argent de la poursuite C-5 - Médaillé de bronze du kilomètre C-5 - Médaillé de bronze du scratch C-5 - Rio de Janeiro 2018 - Médaillé d'or du scratch - Milton 2020 - Médaillé d'argent de la poursuite C-5 - Médaillé d'argent de l'omnium C-5 - Médaillé de bronze du scratch C-5 | - Saint-Quentin-en-Yvelines 2022 - Médaillé de bronze de l'omnium C-5 - Glasgow 2023 - Médaillé de bronze de l'omnium C-5 - Médaillé de bronze du scratch C-5 - Rio de Janeiro 2024 - Médaillé d'argent de la poursuite C-5 |  |

### Jeux panaméricains
| - Toronto 2015 - Médaillé d'or de la course en ligne C4-5 - Médaillé d'or du contre-la-montre C1-5 - Médaillé d'argent de la poursuite C4-5 - Lima 2019 - Médaillé d'or de la course en ligne C4-5 - Médaillé d'or de la poursuite C4-5 - Médaillé d'argent du contre-la-montre C1-5 | - Santiago 2023 - Médaillé d'or de la poursuite C4-5 - Médaillé d'argent du contre-la-montre C1-5 - Médaillé d'argent de la course en ligne C4-5 |  |

### Championnats nationaux
| - 2022 - Champion du Brésil sur route C-5 - Champion du Brésil du contre-la-montre C-5 - 2023, - Champion du Brésil de poursuite C-5 - Champion du Brésil du kilomètre C-5 - Champion du Brésil du scratch C-5 - Champion du Brésil du contre-la-montre C-5 - 2e du championnat du Brésil de l'élimination C-5 | - 2024 - Champion du Brésil du kilomètre C-5 - Champion du Brésil de poursuite C-5 - Champion du Brésil de l'omnium C-5 - Champion du Brésil du scratch C-5 - 2e du championnat du Brésil du scratch C-5 - 2025 - Champion du Brésil sur route C-5 |  |